# Trochoideus masoni
Trochoideus masoni är en skalbaggsart som beskrevs av Strohecker 1978. Trochoideus masoni ingår i släktet Trochoideus och familjen svampbaggar. Inga underarter finns listade i Catalogue of Life.